# 村井純
村井 純（むらい じゅん、1955年3月29日 - ）は、日本の計算機科学者。工学博士（慶應義塾大学・1987年取得）。専門は情報工学（コンピュータネットワーク）。慶應義塾大学教授（有期）、慶應義塾大学名誉教授。JUNET設立者。WIDEプロジェクトFounder。内閣官房参与（デジタル政策担当）、デジタル庁顧問。

## 概要
父は、教育学者で慶應義塾大学名誉教授の村井実。母は、音楽学者でフェリス女学院大学名誉教授の村井範子。外祖父（母方の祖父）は、教育学者で広島大学名誉教授の長田新。その他、親族に学者が多くいる。
日本におけるインターネット黎明期からインターネットの技術基盤作り、運用、啓蒙活動等に関わり続けている。インターネットが日本国内で一般開放・商業利用された1993年にはインターネットイニシアティブ (IIJ) 特別技術顧問やJPNICの理事長に就任するなどネット普及期に貢献を続けて1995年の新語・流行語大賞に「インターネット」でトップテン入賞し、受賞した。「日本のインターネットの父」とされ、「ミスター・インターネット」と呼ばれることもある。英語圏では「インターネット・サムライ」のニックネームを持つ。
広域ネットワーク上で日本語を使えるようにすることにも尽力し、UNIXやC言語を国際化する動きと連携をとりながら、英語中心だった初期のインターネットを多言語対応へと導いた。
1995年より東南アジアの研究教育ネットワークの開発、発展に尽力し、東南アジア各国のインターネットを牽引する研究運用人材を多数輩出。
2000年から2009年及び2012年から2021年、内閣高度情報通信ネットワーク社会推進戦略本部（IT総合戦略本部）有識者本部員 として、e-Japanの実現に向けた数々の提言と施策の推進に貢献したほか、内閣府のみならず、各省庁委員会の主査や委員を多数務める。2020年10月より内閣官房参与（デジタル政策担当）。2021年9月よりデジタル庁顧問。
2007年8月2日総務省の諮問機関である情報通信審議会において、「コピーワンス」（デジタル放送の著作権保護方式）の代わりに子コピー9回、10回目にムーブという「ダビング10」を提案した。

## 経歴
- 1955年3月　東京都世田谷区成城生まれ[5]
- 1967年3月　世田谷区立明正小学校卒業[6]
- 1970年3月　世田谷区立千歳中学校卒業[6]
- 1973年3月　慶應義塾高等学校卒業[7]

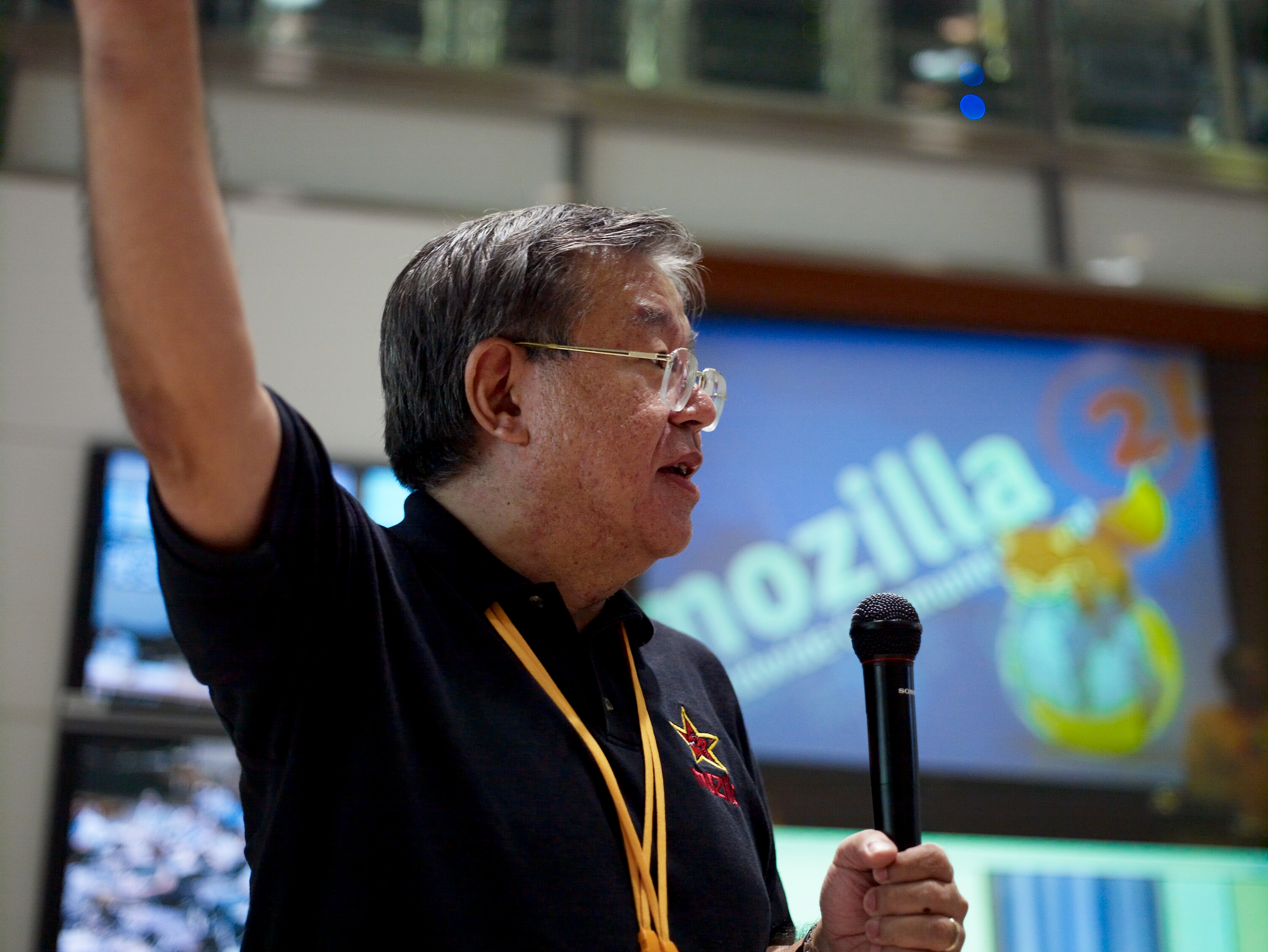
2007年9月15日、Mozilla 24にて

- 1979年3月　慶應義塾大学工学部数理工学科卒業[8]
- 1984年7月　慶應義塾大学大学院工学研究科後期博士課程単位取得退学[8]
- 1984年8月 - 1987年3月　東京工業大学総合情報処理センター助手
- 1987年3月　工学博士号（慶應義塾大学）取得。博士論文題目は、「分散環境用オペレーティングシステムのためのネットワークソフトウェアに関する研究」。
- 1987年4月 - 1990年3月　東京大学大型計算機センター助手
- 1988年7月　WIDE (Widely Integrated Distributed Environment) プロジェクト発足。代表就任（2010年3月よりFounder（現任））
- 1990年4月 - 1997年3月　慶應義塾大学環境情報学部助教授
- 1993年　インターネットイニシアティブ (IIJ) 特別技術顧問
- 1993年3月 - 1995年4月　Member of Internet Architecture Board (IAB)[9]
- 1993年5月　日本ネットワークインフォメーションセンター（JPNIC）理事長就任（2005年より理事、2012年より顧問（現任））
- 1997年4月 - 2020年3月　慶應義塾大学環境情報学部教授
- 1997年6月 - 2000年　Board of trustee of Internet Society (ISOC)[10]
- 1998年10月 - 2003年6月　Board of Director of the Internet Corporation for Assigned Names and Numbers (ICANN)[11]
- 1999年1月　Root Server System Advisory Committee 就任（現任） 1999年1月 – 2014年12月までChairとして活動[12]
- 1999年6月 - 2011年　ソフトバンク株式会社 社外取締役[13]
- 1999年10月 - 2005年5月　慶應義塾大学SFC研究所所長
- 2005年5月 - 2009年5月　慶應義塾常任理事
- 2007年4月　Yahoo! JAPAN研究所最高技術顧問[14]
- 2007年4月 - 2010年　スカパーJSAT株式会社（現株式会社スカパーJSATホールディングス）取締役
- 2008年5月 - 2023年　一般社団法人 IPTVフォーラム 理事長[15]
- 2009年10月 - 2017年9月　慶應義塾大学環境情報学部長
- 2011年 9月　株式会社ブロードバンドタワー社外取締役（現任）[16]
- 2012年3月　楽天株式会社社外取締役（現任）[17]
- 2017年10月 - 2019年9月 慶應義塾大学大学院政策・メディア研究科委員長
- 2018年4月　慶應義塾大学サイバー文明研究センター 共同センター長（現任）
- 2018年6年 - 2025年2月 　株式会社ラック社外取締役[18]
- 2019年11月 - 2021年3月　HAPSモバイル株式会社社外取締役[19]
- 2020年1月　慶應義塾大学環境情報学部教授として最後の講義が行われた。
- 2020年4月 - 2022年6月　一般財団法人アジア・パシフィック・イニシアティブ API地経学研究所所長兼APIシニアフェロー[20]
- 2020年4月　特定の学部に所属しない慶應義塾大学教授（有期）（現任）
- 2020年10月　内閣官房参与（デジタル政策担当）（現任）[3]
- 2021年9月　デジタル庁顧問（現任）
- 2022年7月 - 2023年6月　公益財団法人国際文化会館  顧問 兼 シニアフェロー（一般財団法人アジア・パシフィック・イニシアティブと国際文化会館との合併に伴い以下に肩書変更）
- 2023年7月　公益財団法人国際文化会館  顧問（現任）

## インターネット発展への貢献
- 1984年 - JUNETを設立（東工大と慶應義塾を接続）
- 1985年1月 - JUNETをアメリカのUSENETと接続
- 1986年
  - 1月 - JUNETをアメリカのCSNETと接続（日本ネットワーク初の海外接続）
  - 8月 - IANAのジョン・ポステル氏より、.jp ccTLDの権限を氏個人に委任される
- 1987年
  - 5月 - InetClub設立に貢献
  - 10月 - JUNETを東大と接続
- 1988年7月 - WIDE (Widely Integrated Distributed Environment) プロジェクト発足。WIDEプロジェクト初の回線開設（東大-東工大間64kbps）
- 1989年
  - 1月 - 専用線でのアメリカ (NSFNET) との接続を実現させる
  - 2月 - アドレス調整委員会がIPアドレスの割り当てを開始
  - 4月 - JUNETが.JPへ移行
- 1991年12月 - JNIC（のちの日本ネットワークインフォメーションセンター〈JPNIC〉）発足
- 1992年
  - 第1回インターネット協会 (ISOC) 総会が神戸で開催される
  - WIDEプロジェクトがNifty-Serve、PC-VANとの接続実験を開始
- 1993年
  - 日本初の商用インターネットサービスプロバイダIIJの設立に貢献
  - WIDEプロジェクトがNifty-Serve、PC-VANと相互に電子メール送受を開始
- 2001年12月 - IANAは.jp ccTLDの委任先について、氏からJPRSへの移管請求を受理[21]

## 主な受賞歴
- 1986年　第一回 元岡達賞
- 1999年　大川出版賞[22]
- 2001年　情報通信月間 総務大臣表彰
- 2002年　情報化月間 経済産業大臣表彰
- 2004年　国際協力の日 総務大臣表彰
- 2005年　Internet Society Jonathan B. Postel Service Award[23]
- 2006年　情報通信月間 総務大臣表彰
- 2007年　情報処理学会 FIT船井業績賞[24]
- 2011年　IEEEインターネット賞[25]
- 2012年　大川賞[26]
- 2013年　インターネットソサエティのインターネットの殿堂（パイオニア部門）殿堂入り[27]
- 2017年　情報通信技術賞 総務大臣表彰
- 2019年　フランス共和国レジオン・ドヌール勲章（シュヴァリエ）[28]
- 2019年　福澤賞
- 2020年　C&C賞[29]

## エピソード
- 教育
  - 1980年代
    - 東京大学の助手を勤めていた1980年代の終わりに慶應義塾大学の新しいキャンパス(湘南藤沢キャンパス)創設にあたり、教員の誘いがあった。村井は当時、正統派とされていた通信工学の系統でない自覚があったが、全く新しい教育にチャレンジする新しいキャンパスという前提があったため、インターネットを前提とする世界で初めてのキャンパスを作ることに挑戦した。そのためにまず村井が準備したことは、1)まだ出始めのIBM PCアーキテクチャーの可搬コンピューター(ラップトップコンピューター)を全学生に持たせること。2)教室で授業中にラップトップコンピューターを使わせるために、全教室の全ての学生用の机にAC電源を配置すること。3)学生のコンピューターが常にインターネットに繋がるためにネットワーク接続のコネクターを全ての座席に配置することであった。当時としてはとんでもないことであり、世界中のどのキャンパスもこの様な環境はまだなかった。[30]
- 社会
  - e-Japan構想
    - IT戦略会議について
    - プロバイダが続々と誕生し始めた1995年、テレホーダイが登場し、ヤフーなどの検索サービスが登場するなど、一般ユーザーにとってもインターネットが使いやすくなり始めた。一方、98年には失業率が史上初めて４パーセントを突破するなど、先行きの見えない経済不安を日本は抱えていた。90年代後半、アジアの中でも日本と韓国は同様に落ち込んだが、韓国ではADSLを国内インフラにするなどのIT政策が成功して一気に立ち上がり始めていた。そこで日本では98年11月に打ち出された政府の緊急経済対策の内、情報通信分野ではブロードバンド推進に乗り出し、先端電子立国を形成し、光ファイバ網を整備すると謳われた。所信表明演説で森喜朗首相がe-Japan構想を打ち出す。2000年にはIT戦略会議が設置され、IT基本法が成立した。2001年には内閣にIT戦略本部が作られた。IT戦略本部のメンバーだった村井は、「経済が落ち込む、これはインターネットがちゃんと使われてないからじゃないか？という議論がまず起こりました。技術的なことは僕らがずっとやってたんで、僕らとしては日本は進んでると思ってた。でも良く考えてみると社会の中での普及が遅れてるんですね。これは社会制度や法的規制の問題です。で、政府としてやらなきゃダメな部分があるな、という話になったんです。」とIT戦略会議の経緯を説明する。[31]
    - IT基本法について
    - 「(略)..........とにかくインターネットという技術が何を意味するのか、どなたも分かってなかったですからね。ITがなぜ経済の振興に役立つのか、日本の活性化のためになるのか。これらの結びつきが誰も説明できないんです。コンピュータでどう経営がよくなり、行政が変わるのか？と言われても難しいですよね。............ (略)」日本国民全員がデジタル情報を自由にやりとりする。また、様々な知識や情報を交換することで日本を活性化する。これを基本法としてまず決めた。IT基本法が3年で見直されることになってのも、村井のアイデアだった。「デジタル情報を使ってみんなんが生き生きする国を作るんだ、と基本法で定めたことは大きな礎です。このコンセンサスをまず最初に作っておかなければ、じゃあそれでどうなるの？みたいな話になっちゃう。これでは議論が拡散してしまいますからね。それからインターネットの世界では必ず新しい技術が出てくる。だから僕は2年で見直したいと言ったんです。........(略)」[32]
      - 以降、村井は政府のIT政策に有識者として関わり続けるが、常に高いボール(例えば新しい担当省庁の設立)を投げかけ続けて約20年後、菅政権時にデジタル庁が誕生する(村井は設立当初から顧問)。[33][34]

  - Winny事件
    - 2006/2/16 　京都地方裁判所でファイル交換ソフト「Winny」を開発した金子勇氏が著作権法違反幇助の罪にあたるとして争われた裁判の第19回公判が開かれた。弁護側の証人として村井が出廷。村井は検察側の質問に、「P2Pのコンセプトに基づいて、ファイルを共有するソフトだと理解した。ファイルを発見して共有する性能が優れており、中央のサーバーを持たない純粋のP2P型ソフト」、「ネットワークの効率を上げるための洗練された技法と、それを利用の目的と結び付けて考えるのは理解できない。」、「P2Pは大事な概念だが、その研究開発にブレーキがかかったと思う。」などと答えた。[35][36]
    - 2009年WIDEプロジェクトの研究報告書の第一部にて、ーWinny開発者に対する大阪高等裁判所の判決と技術者の社会的・道義的責任についてー意見表明を掲載。[37][38][39]
    - 2010/3/11　逆転無罪に導いた弁護士 壇俊光氏が第25回 WIDE賞を受賞。[40][41]
    - 2013/7/6　金子勇氏死去。当時、慶應義塾大学環境情報学部長だった村井は、日経コンピュータ誌電子版に追悼のコメントを寄せた。以下一部コメントから引用「金子勇さんが受け止めた困難の社会的要因を追求し、金子勇さんのスピリットが健全に羽ばたける世に治すことは、金子勇さんとのお別れに際し私たちの硬い約束とさせていただきたいと思います。」[42]
    - 2023/3/10 Winny事件をモデルにした映画『Winny』が公開された。脚本・監督は松本優作。村井は映画の公開に際しての取材で、「WinnyはP2Pを使った洗練された日本製の技術で、当時の技術力としては他国を遥かに超越しており、金子氏が生きていればその後のGAFAの景色は変わっていたかもしれない」などと述べる。[43]　映画を見て、「証言内容について、こちらが言いたいことは決まっていました。それは、Winnyが大事なソフトウェアであること、こういう事件が起きてしまうと、今後、技術の発展に支障が出るということです。劇中で金子さんがプログラムを直させてほしいと言ったのに、それができなかった。もしも修正できていたらこんな問題にはならなかったのにと、ご本人がすごく悔しがっていたのが印象的でした」と村井が言うと壇弁護士もうなずいた。[44]
- インターネットを繋ぐための活動
  - 1970年代
    - キャンプに勤しむ活発な青年であった村井は当時のメインフレームコンピューターが大嫌いだった。計算機室の前で行列して、パンチカードを打ってプログラムをつくり、計算させて、3日経ったらようやく結果がプリンターで出力されるというものでコンピューターが偉すぎて不愉快であり、以後、人間が真ん中にいて、周りにコンピューターがあるというイメージを持ち、人間のためのコンピュータネットワークの世界を模索することになる。[45]

  - 1980年代　
    - 下水道に潜ってコンピュータを接続/S＆Tnet/慶應キャンパスLANプロジェクト[46][47][48]
    - 慶應大学工学部数理工学科斉藤信男研究室では、1978年にPDP-11上にUNIX version6を導入し計算機科学の基盤にしようとしていた。斎藤研の院生だった村井は当時数少ないUNIXの専門家に近い状況にあり、後輩にUNIXやCプログラミングを教えていた。
      - 黎明期のインターネットの成長はUNIXの存在が大きく影響する。

    - 同時期にコンピュータの世界ではイーサネットの標準化の議論が進み始めていて、慶應でも電気工学科相磯秀雄研究室でAcknowledging Ethernetが研究され、自作したイーサネットのハードウェアでキャンパスLANを構築し、UNIX上のソフトウェアで繋ごうとした。このUNIX使いとして村井に白羽の矢が立てられた。キャンパスネットワークを構築するプロジェクトはS＆Tnetプロジェクトと呼ばれ、2つの研究室で共同して進められた。この時、相磯研究室と斎藤研究室が矢上キャンパス内部の別の棟にあったため、マンホールの中に潜り込んで下水道にこっそり回線を引いて２つの研究室を回線で繋いだ。
    - 81年の夏、はじめて斎藤研と相磯研の間でパケットの送信実験が成功した時、喜びのあまり村井は床を転げ回ったという話も伝わっている。[49]
    - 当時の村井は、全学科をつなぐネットワークを目標にして、暇を見つけては他の学科の先生に話しに行き、UNIXを買わせてネットワーク作りに精を出していた。一方で、当時のネットワークは遅く犬にフロッピーを背負わせてデータを運ばせた方が早い、犬に勝てないという問題には頭を悩ませながらも、なかなかUNIXを購入してくれない先生らにネットワークの利点を啓蒙してキャンパスを回った。
      - 初歩的なネットワークであるが、当時はアメリカのネットワークも試作段階で、IEEEでイーサネットが標準化したのが83年、TCP/IPが動き出すのは85年であることから、この頃の村井らの努力も決して世界に遅れを取っていたわけではない。しかし、83年DEC社のPDP-11の継続であるVAX上のUNIX4.2BSDにTCP/IPが組み込まれる所からインターネットは一気に広まりをみせる。その後JAVAを生むサン・マイクロシステムズの創業に関わったビル・ジョイがこの開発を先導していた。

    - IPアドレスの割り当てとドメイン名の分散管理を求める
    - 日本でコンピュータネットワークが本格的に構築され始めた1980年代、日本の大学や研究機関などがインターネットに接続するためには、当時全世界のIPアドレスの割り当て業務を行っていた米国のSRI-NIC(Stanford Research Institute - Network Information Center)へ、それぞれの組織から個別に申請しなければならず、その申請作業は全て英語で行われた。また、日本のインターネットの現状には必ずしも適したものではなかったため、村井はインターネットの神様と呼ばれるJon Postelを訪ね、世界的に広がっていくであろうインターネットの資源管理、つまり、IPアドレスの割り当てとドメイン名の登録管理を今後どのように進めていけばよいのか、話し合った。（非英語圏の国々を多く抱えるヨーロッパ地域では日本と同様の問題を抱えており、当時同地域でインターネットの構築に携わっていたDaniel Karrenbergが、Postelに似たような相談をしていた）その後日本では、1989年2月より、SRI-NICからIPアドレスブロックの委任を受けた「ネットワークアドレス調整委員会」が、日本でのIPアドレスの割り当て業務を行うことになり、ドメイン名についても、1988年8月に村井がPostelからJPドメイン名の割り当てを受け、JUNETの管理グループであるjunet-adminが管理してきたjunetドメイン名を、1989年にJPドメイン名に移行しました。その後JPドメイン名は、JUNET以外のネットワークにおいても使用されることになるが、実質的なドメイン名割り当て組織の不在から、引き続きjunet-adminがボランタリーに登録管理を行っていた。[50]
    - 地域レジストリーへの移譲は、日本から実験的に始まっている。IPアドレスの配布とドメイン名の登録は日本で引き受けるから、運用をIANAから移譲してほしいとかけ合い、やがて世界もそうなるから日本から始めてみようとした。その際に、.jpなどのccTLD(国別コードトップレベルドメイン)が考え出された。地域レジストリーでの運用は、日本で問題ないことがわかり、世界でも展開されることになった。[51]
    - 日本初IX(インターネット・エクスチェンジ)を作る　1989
    - 会員が増大し続けるJUNETの管理は限られた研究資金で運用しており、需要が伸び続けるインターネットの今後に悩んだ村井はインターネット分野そのものを学術研究範囲を超えたビジネス領域に広め、民間企業の領域にネットワークを拡張する。1989年１月岩波書店の地下にNOC(ネットワーク・オペレーション・センター/ネットワークを管理する拠点)、後のIX(インターネット・エクスチェンジ)を作る。国家資産である国立大学と民間企業が専用線で直接的につなぐことを潔しとしない人が必ずいることを考慮し、岩波書店というアカデミックなブランドにより、学術と民間を繋ごうとしたのである。これにより、東大、東工大、慶應大、岩波書店が専用線で結ばれ、TCP/IPで常時接続されたネットワーク、日本版インターネットを使う環境が整った。[52]

  - 2010年代
    - 技術・工学エミー賞授賞式 [53][54]
    - 2019/04/08　W3Cを代表してエミー賞授賞式に出席。第70回技術・工学エミー賞 (Technology & Engineering Emmy Award)を受賞。Standardization of HTML5, Encrypted Media Extensions (EME) and Media Source Extensions (MSE) for a Full TV Experience部門。
    - 村井による受賞時のコメント「ウェブには境界線はありません。そしてウェブ上の各メディアの視聴者は、世界で40億人を超えています。 W3Cはウェブ上で動画再生を可能にし、ウェブ上の完全なFull TV experienceを実現するための技術標準に取り組んでいます。これはW3Cが取り組んできた多くの分野の1つですが、W3Cが開発したウェブ技術の中でもHTML5はウェブに動画をもたらし、メディア再生のためのプラグイン方式を収束しました。現在ではW3Cの技術が全てのウェブメディアアプリケーションの中核となっています。ウェブは今や、いつでもどこでも、どんなデバイスでも、どんな解像度でも、そして誰にでも利用できるプラットフォームとなりました。 私はW3Cを代表して、私たちの技術を評価したNATASに感謝します。そしてFull TV experienceの標準化に貢献されてきた各企業・個人にも深い謝意を表したく思います。」
    - W3Cが技術・工学部門でエミー賞を受賞するのは、2016年にW3C TTML (Timed Text Mark-up Language) 技術に対する受賞に次ぐ2回目。
    - 2008年頃からのW3Cを舞台にしたHTML5開発はビデオストリームの配信交換をWEBのアーキテクチャ上でいかに共通化できるかが中核にあった。それまではプラグイン方式で異なるビデオストリームがあり知財が絡むなどした部分を統一しセキュアなストリームをWEB基盤に組み込んだことが受賞対象となった。YoutubeやNetflixなどのビデオストリームによる産業が創出できた背景には、このような商用サービスの根幹となる技術標準が実現したことにある。[55]Web and TVは過去20年間にわたりW3C議論のテーマであり開発技術だが、もはやウェブ上の動画は当たり前のものとなっている。[56]

## 著書
- 自著
  - 『インターネット』 （岩波新書） 岩波書店 ISBN 4004304164 1995年
  - 『インターネットII〜次世代への扉〜』 （岩波新書）岩波書店 ISBN 4004305713 1998年
  - 『インターネット「宣言」―急膨張する超モンスターネットワーク インターネットがよくわかる入門書』講談社 ISBN 406207480X 1995年
  - 『インターネットの不思議、探検隊！』太郎次郎社エディタス ISBN 4811807510 2003年（絵本形式）
  - 『インターネット新世代』 （岩波新書）岩波書店 ISBN 4004312272 2010年
  - 『角川インターネット講座』第1巻「インターネットの基礎 情報革命を支えるインフラストラクチャー」（角川学芸出版）ISBN 4046538813 2014年
  - 『インターネット文明』 （岩波新書）岩波書店 ISBN 978-4-00-432031-9 2024年
- 共著
  - 『インターネット 法学案内―電脳フロンティアの道しるべ』（日本評論社、1998年）共著：インターネット弁護士協議会著
  - 『IT2001 なにが問題か』岩波書店 ISBN 4000098497 2000年 共著：林紘一郎・牧野二郎との共同監修
  - 『コンピューターってどんなしくみ？』誠文堂新光社 ISBN 9784416518069 2018年 共同監修:佐藤雅明
  - 『日本大災害の教訓―複合危機とリスク管理』10章「災害時情報通信基盤マネジメント」（東洋経済新報社）
  - 『DX時代に考える シン・インターネット』（インターナショナル新書）共著：竹中 直純　ISBN 4797680806 2021年
  - 『アンワイアード デジタル社会基盤としての6Gへ』（インプレスR&D）共著：湧川 隆次 ISBN 4844379941 2021年
- 監訳
  - ダニエル・C. リンチほか『インターネットシステムハンドブック』インプレス ISBN 4844347462 1996年
  - 『IPv6:次世代インターネットプロトコル』プレンティスホール出版 ISBN 4887350104 1996年
  - アレックス・ライトマン『アンワイアード 果てしなきインターネットの未来－4Gへのシナリオ』（インプレス、2005年）村井純監修

他